# Robert Atherley
Robert Atherley († 22. srpna 1874 Renton) byl skotský fotbalista, který hrál za klub Star of Leven. Zemřel 22. srpna 1874 na protržení žaludku. K zranění došlo při zápasu proti Lily. Je jedním z prvních fotbalistů, kteří zemřeli na zranění ze zápasu.